# 4기통 직렬 엔진
4기통 직렬 엔진(영어: Straight-four engine) 또는 인라인-4 엔진(영어: inline-four engine)은 실린더가 하나의 함께 공유한 크랭크축을 따라 일렬로 배열된 4기통 피스톤 엔진을 일컫는다. 자동차에 쓰이는 대부분의 4기통 엔진은 스바루와 포르쉐 등에서 생산하는 4기통 수평 엔진을 제외하면 직렬 4기통 레이아웃을 사용하며, 오토바이나 기타 기계에서도 사용한다. 이에 "4기통 엔진"은 일반적으로 직렬 4기통 엔진과 동의어로 쓰인다.

## 특징
4행정 직선 4행정 엔진은 특정 시간에 파워 스트로크가 발생하지 않는 실린더 수가 적은 엔진과 달리 항상 파워 스트로크에 실린더가 있다. V4 엔진 또는 4기통 수평 엔진과 비교할 때 4기통 직렬 엔진은 실린더 헤드가 하나뿐이므로 복잡성과 생산 비용이 줄어든다. 4기통 직렬 엔진의 실린더가 수직이 아니라 기울어진 각도로 설치된 경우에는 슬랜트 4기통(Slant-4)이라고도 한다.

### 배수량
현재 시대의 생산 차량에 사용되는 가솔린 4기통 직렬 엔진은 일반적으로 1.3–2.5 L (79–153 cu in)의 배기량을 갖지만 과거에는 1927년~1931년 밴틀리 4.5 L와 같이 더 큰 엔진이 사용되었다.
디젤 엔진은 3.2L 터보 차저 미쓰비시 엔진 (Pajero / Shogun / Montero SUV 사용) 및 3.0L 토요타 엔진과 같은 더 큰 배기량으로 생산되었다. 총 차량 중량이 7.5 ~ 18 톤인 유럽 및 아시아 트럭은 일반적으로 변위가 약 5 리터인 인라인 4기통 디젤 엔진을 사용한다.더 큰 변위는 기관차, 선박 및 고정 엔진에서 사용된다.
일본에서 판매되는 케이 자동차에서 볼 수 있듯이 변위도 매우 작을 수 있다. 이러한 엔진 중 일부는 규정에 따라 최대 배기량 550cc를 규정 할 때 한 번에 4개의 실린더를 가지고 있었다. 최대 크기는 현재 660cc이다.

### 1차 및 2차 잔액
선호하는 크랭크 샤프트 구성을 가진 4개의 직선 엔진은 완벽한 기본 균형을 가지고 있다.이는 피스톤이 쌍으로 움직이고 한 쌍의 피스톤이 항상 다른 쌍이 아래로 이동하는 것과 동시에 위로 이동하기 때문이다.
그러나 4기통 직렬 엔진에는 2차 불균형이 있다. 이는 크랭크 축 회전의 상단 절반 동안 피스톤의 가속/감속이 크랭크 축 회전 하단 절반의 피스톤보다 크므로 발생한다 (커넥팅 로드가 무한히 길지 않기 때문). 결과적으로 두 개의 피스톤은 항상 한 방향으로 더 빠르게 가속되고 다른 두 개의 피스톤은 다른 방향으로 더 느리게 가속되어 두 배의 크랭크 축 속도에서 위아래 진동을 일으키는 2차 동적 불균형을 초래한다. 이 불균형은 모든 피스톤 엔진에서 일반적이지만 두 피스톤이 항상 함께 움직이기 때문에 인라인-4에서 특히 그 효과가 강하다.
이 불균형의 강도는 왕복 질량, 스트로크에 대한 커넥팅 로드 길이의 비율 및 피크 피스톤 속도에 의해 결정된다. 따라서 피스톤이 가벼운 소형 배기량 엔진은 효과가 거의 없으며 레이싱 엔진은 긴 커넥팅 로드를 사용한다. 그러나 이 효과는 엔진 속도 (rpm)에 따라 기하 급수적으로 증가한다.

### 전력 공급의 맥동
5개 이상의 실린더를 가진 4행정 엔진은 주어진 시점에서 파워 스트로크를 수행하는 적어도 하나의 실린더를 가질 수 있다. 그러나 4기통 엔진은 다음 피스톤이 새로운 파워 스트로크를 시작하기 전에 각 실린더가 파워 스트로크를 완료하기 때문에 동력 전달에 간격이 있다. 맥동하는 동력 전달은 실린더가 4개 이상인 엔진보다 더 많은 진동을 발생시킨다.

### 밸런스 샤프트 사용
밸런스 샤프트 시스템은 종종 4기통 직렬 엔진에 의해 생성되는 진동을 줄이기 위해 사용되며, 대부분의 경우 배기량이 큰 엔진에서 사용된다. 밸런스 샤프트 시스템은 1911년에 발명되었으며 크랭크 샤프트 속도의 두 배로 반대 방향으로 회전하는 동일한 편심 무게를 운반하는 두 개의 샤프트로 구성된다. 이 시스템은 1970년대에 미쓰비시 모터스에 의해 특허를 받았으며 이후 여러 다른 회사의 라이센스하에 사용되었다.
그러나 모든 대형 변위의 4기통 직렬 엔진이 밸런스 샤프트를 사용하는 것은 아니다. 밸런스 샤프트가 없는 비교적 큰 엔진의 예로는 2.4리터 시트로엥 DS 엔진, 2.6리터 Austin-Healey 100 엔진, 3.3L 포드 모델 A (1927) 엔진 및 2.5L GM 이온 듀크 엔진이 있다. 최대 2.9리터의 배기량을 가진 소련/러시아의 GAZ Volga 및 UAZ 엔진은 1950년대부터 1990년대까지 밸런스 샤프트 없이 생산되었지만 밸런스 샤프트 시스템의 필요성을 줄여주는 상대적으로 회전이 낮은 엔진이었다.

## 자동차에서의 사용
자동차에 사용되는 대부분의 현대식 4기통 직렬 엔진의 배기량은 1.5–2.5 L (92–153 cu in)다. 1963년~1967년식 혼다 T360 kei 트럭에 사용된 가장 작은 자동차 직선형 4차 엔진은 배기량이 356 cc (21.7 cu in)인 반면 양산 된 최대 4 기통 직렬 엔진은 1999-2019 Mitsubishi 4M41 디젤이다. 미쓰비시 Pajero에서 사용되었으며 배기량 3.2 L (195 cu in)의 엔진이다.

## 레이싱 카에서의 사용
다수의 초기 경주용 자동차는 4개의 직선 엔진을 사용했지만 1913년 인디애나 폴리스 500에서 우승한 푸조 엔진은 매우 영향력이 있는 엔진이었다. Ernest Henry가 설계한 이 엔진에는 실린더 당 4개의 밸브가 있는 이중 오버 헤드캠축 (DOHC)이 있으며, 레이아웃은 오늘날까지 인라인-4 엔진 경주의 표준이 되었다.
푸조 디자인에서 영감을 받은 엔진 중에는 1920년대와 1930년대 초까지 성공적인 레이싱 엔진이었던 Miller 엔진이 있다. Miller 엔진은 1933년부터 1981년까지 1971년부터 1976년까지 인디애나 폴리스 500에서 5연승을 거둔 것을 포함하여 매우 성공적인 Offenhauser 엔진으로 진화했다.
제 2차 세계 대전 이전 voiturette 그랑프리 모터 레이싱 카테고리를 위해 생산된 많은 자동차는 인라인 4엔진 디자인을 사용했다. 1.5L 슈퍼 차저 엔진은 마세라티 4CL 및 다양한 ERA 모델과 같은 자동차에 적용되었다. 이들은 전쟁 후 부활했고 나중에 포뮬러 원이 될 토대를 형성했다.
레이싱 역사에서 중요한 역할을 한 또다른 엔진은 Aurelio Lampredi가 설계 한 4기통 직렬 페라리 엔진이다. 이 엔진은 원래 페라리 500용 2L 포뮬러 2 엔진으로 설계되었지만 페라리 625의 포뮬러 원에서 경쟁하기 위해 2.5L로 진화했다.스포츠카 경주의 경우 페라리 860 몬자의 용량이 3.4L로 증가했다.

## 모터사이클에서의 사용

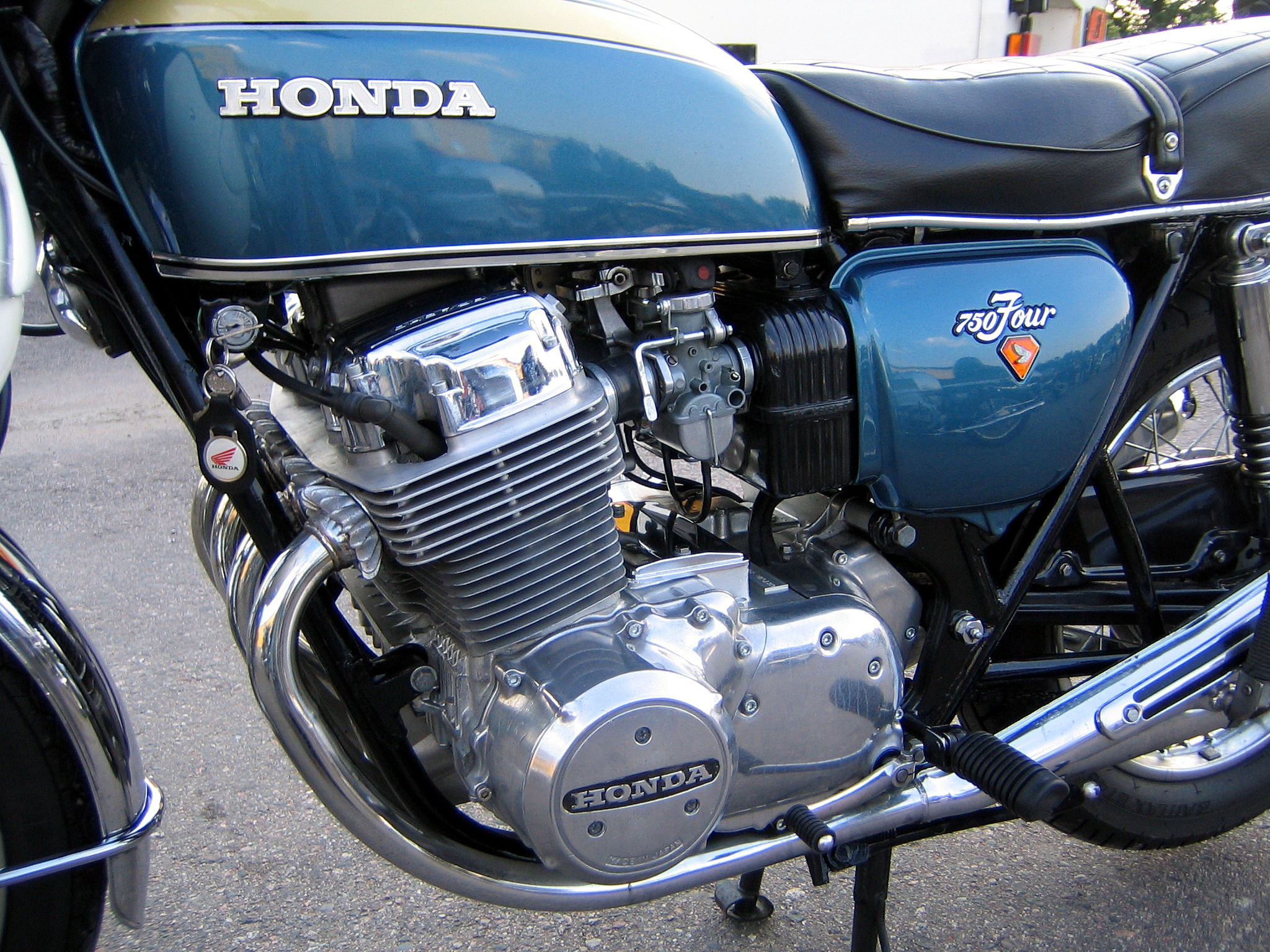
1970 혼다 CB750 엔진

1901년부터 오토바이를 생산해 온 벨기에 무기 제조업체 FN Herstal은 1905년에 인라인 4가 장착된 최초의 오토바이를 생산하기 시작했다.FN Four에는 엔진이 수직으로 장착 된 크랭크 샤프트가 세로로 장착되었다. 이 레이아웃을 사용한 다른 제조업체로는 미국의 Pierce, Henderson, Ace, Cleveland, Indian, 덴마크의 Nimbus, 독일의 Windhoff 및 영국의 Wilkinson이 있다.
첫 번째 프레임을 가로지르는 4기통 모터사이클은 1939년 레이서 Gilera 500 Rondine 이었으며 이중 오버 헤드 캠축, 강제유도식 슈퍼차저 및 수냉식이었다.현대적인 인라인 4 오토바이 엔진은 1969년에 도입된 혼다의 SOHC CB750에서 처음으로 인기를 얻었고 다른 엔진은 1970년대에 이어졌다. 그 이후로 인라인 4는 거리 자전거에서 가장 일반적인 엔진 구성 중 하나가 되었다. 순양함 범주를 제외하고는 인라인 4가 상대적으로 높은 비용 대비 성능으로 인해 가장 일반적인 구성이다. 모든 주요 일본의 오토바이 제조업체는 MV 아구스타 및 BMW와 마찬가지로 인라인 4 엔진이 장착 된 오토바이를 제공한다. BMW의 초기 인라인 4 오토바이는 프레임을 따라 수평으로 장착되었지만 현재의 모든 4기통 BMW 오토바이에는 가로 엔진이 있다. 현재 시대의 Triumph 회사는 인라인 4 동력 오토바이를 제공했지만 트리플을 선호하여 중단되었다.
2009년 야마하 R1에는 180° 간격으로 발화하지 않는 인라인 4 엔진이 있다. 대신 피스톤이 상사 점에 동시에 도달하는 것을 방지하는 크로스 플레인 크랭크 샤프트를 사용한다. 이는 더 높은 rpm 범위에서 특히 유리한 2차 균형을 개선하고, "빅뱅 발사 순서"이론에 따르면 리어 타이어에 토크를 불규칙하게 전달하면 경주 속도에서 코너에서 미끄러져 제어하기가 더 쉬워진다.
4기통 직렬 엔진은 스즈키 (2015년부터) 및 야마하 (2002년부터) 팀이 MotoGP에서도 사용한다. 2010년 4행정 Moto2 클래스가 도입되었을 때 클래스의 엔진은 최대 출력 110kW (150hp)의 CBR600RR을 기반으로 혼다에서 만든 600cc (36.6 cu in) 인라인 4 엔진이었다. 2019년부터 엔진은 Triumph 765cc (46.7 cu in) 트리플 엔진으로 교체되었다.

## 같이 보기
- 4기통 수평 엔진
- V4 엔진